# Standard Eleven
La Eleven, o 11 hp, è stata un'autovettura prodotta dalla Standard nel 1923.
Nell'unico anno in cui fu in produzione, il modello si collocava a metà della gamma offerta dalla Standard. Infatti, era compreso tra la più piccola 8 hp e le più grandi 11.6 e 14 hp. La carrozzeria era torpedo.
La Eleven aveva installato un motore in linea a quattro cilindri e valvole in testa. La cilindrata era 1.307 cm³. L'alesaggio e la corsa erano, rispettivamente, 68 mm e 90 mm. Questo propulsore derivava dai motori della 8 hp e della 11.6; dalla quello della prima ereditò l'albero a gomiti, mentre dal propulsore della seconda ricevette il monoblocco.
Dal 1927 la Standard tornò a installare, sui motori delle proprie vetture, le valvole a configurazione laterale. Dal 1947 la casa automobilistica di Coventry tornò sui propri passi, e ricominciò a commercializzare modelli con motori a valvole in testa.
Dopo un solo anno di produzione, la 11 hp venne tolta dal mercato.